# Línea 40 (Avanza Zaragoza)

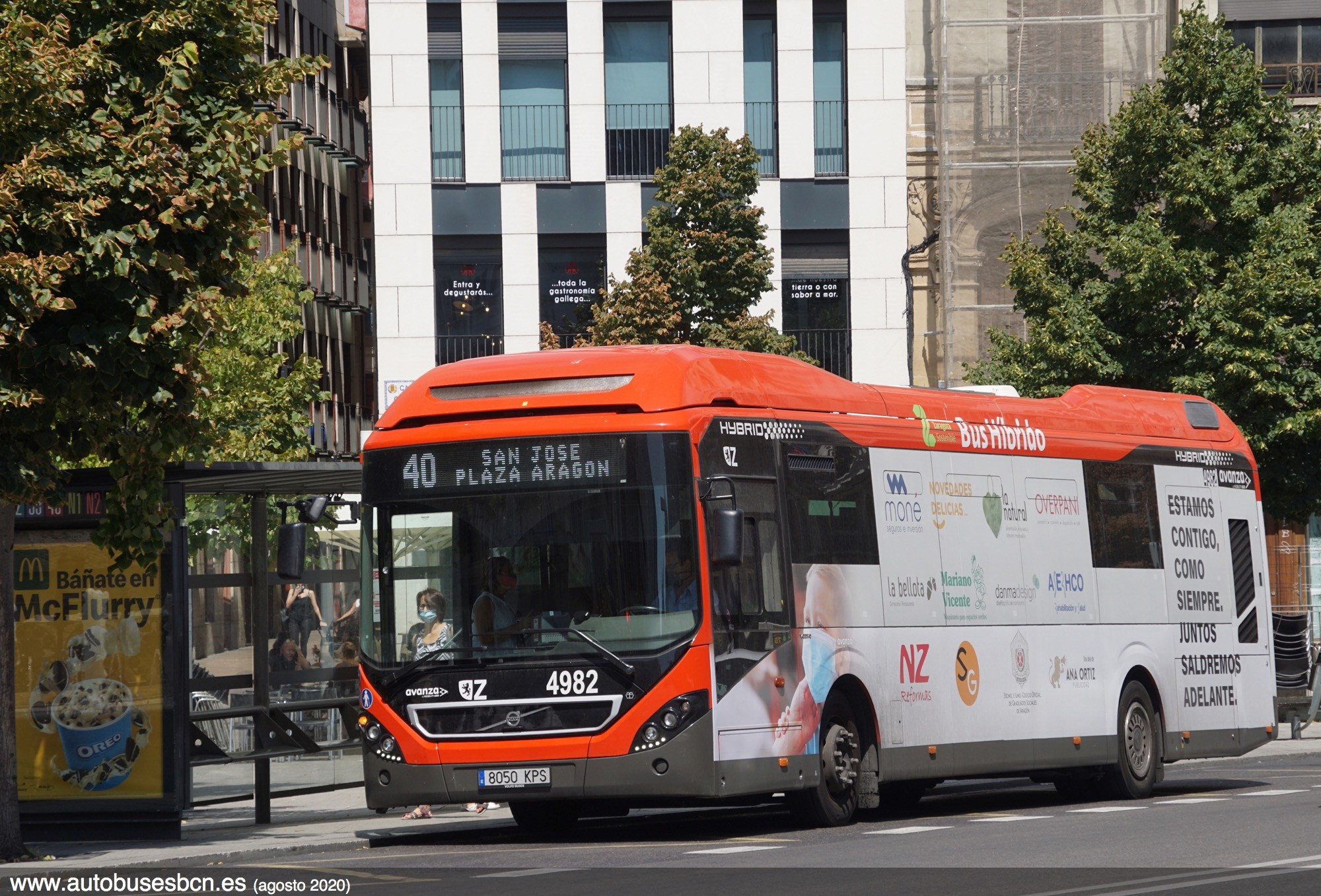
Plaza España, agosto de 2020

La línea 40 es una línea regular diurna de Avanza Zaragoza que comprende el recorrido entre el distrito de San José y la plaza de Basilio Paraíso en la ciudad de Zaragoza (España).
Tiene una frecuencia media de 7 minutos.

## Recorrido
Ceuta, Melilla, García Lorca, avenida de San José, Miguel Servet, paseo la Mina, paseo de la Constitución, plaza Aragón, plaza España, plaza San Miguel, Miguel Servet, avenida San José, Sancho Lezcano, Joaquín Sorolla, Melilla, Ceuta.
La línea 40 hasta el 1 de agosto de 2013 prestaba servicio entre conectando los distritos de San José y Vía Hispanidad (Romareda). Sin embargo, la puesta en funcionamiento de la totalidad de la línea 1 del Tranvía supuso su acortamiento del recorrido hasta plaza Aragón, pues el resto de su recorrido era en su mayoría coincidente con el trazado del Tranvía, como anteriormente había sucedido con las líneas 20, 30 y 45. A pesar de ello, desde ambos distritos se han demandado alternativas al dejar sin posibilidad alguna la conexión de San José con lugares tan emblemáticos como son el Hospital Miguel Servet o el Campus de San Francisco.
No hay desvíos actualmente.